# برشاوشان رقيق
برشاوشان رقيق (الاسم العلمي:Adiantum delicatulum) هو نوع من النباتات يتبع جنس البرشاوشان من الفصيلة الديشارية.